# خوینو-مون
خوینو-مون (به لهستانی:  Chojno-Młyn) یک روستا در لهستان است که در گمینا ورونکی واقع شده‌است. خوینو-مون ۲۰۶ نفر جمعیت دارد.